# Lucas Mangope
Kgosi Lucas Manyane Mangope (Motswedi, Transvaal 23 december 1923 - aldaar, 18 januari 2018) was een Zuid-Afrikaans staatsman. Hij was 1977 tot 1994 president van de - buiten Zuid-Afrika - niet-erkende onafhankelijke bantoestan Bophuthatswana.

## Biografie
Hij was de zoon van de Kgosi (Chief) van de baHurutshe bo Manyane (Batswana) en volgde een opleiding tot onderwijzer. Tussen 1947 en 1949 werkte hij als ambtenaar op het ministerie van Naturellenzaken ("Native Affairs", later: Bantoezaken). Daarna was hij werkzaam op verschillende middelbare scholen in Transvaal. In 1959 werd hij, na het overlijden van zijn vader, Kgosi. Hij was betrokken bij de oprichting van de Tswana Territoriale Autoriteit, waarvan hij eerst vicevoorzitter en later voorzitter was. De Territoriale Autoriteit had zekere bevoegdheden over de Tswana, de bevolkingsgroep waartoe Mangope behoorde.
Bij de oprichting van de bantoestans, zelfbesturende gebieden onder leiding van eerste ministers, werd Mangope op 1 juni 1972 Chief Minister (eerste minister) van de bantoestan Bophuthatswana ("Bop.").  Bij de verkiezingen in 1972 won zijn Bophuthatswana National Party (BNP) een meerderheid. In 1974 vormde hij de partij om tot de Bophuthatswana Democratic Party (BDP). Mangope regeerde zijn bantoestan als een paternalistisch heerser en duldde geen tegenspraak. Op 6 december 1977 werd "Bop." een onafhankelijke staat, maar werd internationaal door geen enkel land, behalve Zuid-Afrika, erkend. Mangope werd president en opperbevelhebber van de Bophuthatswana Defence Forces (BDF). Zuid-Afrika stelde zich garant voor de onafhankelijkheid van "Bop." en was tevens de belangrijkste gelddonor van het land. Bij de verschillende verkiezingen won telkens de BDP een meerderheid, die Mangope telkens wist uit te breiden door het recht om zelf parlementariërs te benoemen. Onrusten onder met name studenten werden in de jaren tachtig door de politie onderdrukt.
Aan het begin van de onderhandelingen over het nieuwe, post-apartheid Zuid-Afrika, gaf Mangope aan de onafhankelijkheid van zijn thuisland en re-integratie van Bophuthatswana in Zuid-Afrika niet te zien zitten. In 1994 braken er onlusten uit onder de bevolking van "Bop." die graag de opheffing van de bantoestan zagen en weer volledig onderdeel van Zuid-Afrika wilden worden. De milities in Bophuthatswana sloegen aan het muiten waarna het Zuid-Afrikaanse leger ingreep en Mangope afzette (maart 1994). In april 1994 werd Bophuthatswana weer opgenomen in Zuid-Afrika en maakt onderdeel uit van de provincie Noordwest.
In 1997 richtte Mangope de United Christian Democratic Party (UCDP) op als opvolger van de BDP. De partij behaalden enkele successen in de provincie Noordwest. In 2014 verlieten Mangope en veel van zijn aanhangers de UCDP en sloten zich aan bij de Democratische Alliantie (DA).
Mangope's vrouw, Leah, overleed in 2003. In 2007 hertrouwde hij met Violet.
Lucas Mangope overleed in januari 2018 op 94-jarige leeftijd.